# Херберт Хувер
Херберт Кларк Хувер (енгл. Herbert Clark Hoover; Вест Бранч, Ајова, САД, 10. август 1874 — Њујорк, Њујорк, САД, 20. октобар 1964) је био амерички политичар и рударски инжењер. Постао је председник САД 1929, заменивши тако дотадашњег председника Калвина Кулиџа. На тој функцији је остао до 1933, када је на његово место дошао Френклин Делано Рузвелт. Био је председник САД у време Велике кризе и безуспешно је покушавао да се уз помоћ различитих интервенција на пољу економије избори са њом. Био је ожењен Лу Хенри Хувер, са којом је имао двоје деце — Херберта и Алана. Додељен му је Краљевски орден Белог орла.
Био је први председник који је рођен западно од Мисисипија, истовремено и први председник из савезне државе Ајова, први председник који је имао телефон за својим радним столом, први који је живео више од 30 година након свог председништва, први председник који је по вероисповести био Квекер, и први који је као кандидата за потпредседника, а касније и потпредседника, именовао особу која није белац.